# Carl Henrik Klick
Carl Henrik Klick, född 28 september 1753 troligen i Pojo, död 23 juni 1808 i Charkiv, var en svensk officer. Han är känd för sin medverkan i Anjalaförbundet.
Carl Henrik Klick var son till löjtnanten Carl Gustaf Klick. Han blev 1768 student vid Åbo akademi där han av sin förmyndare tvingades läsa juridik och 1770 blev auskultant vid Åbo hovrätt. Han lämnade senare ämbetsmannabanan och blev 1776 sergeant vid Nylands infanteriregemente. Klick blev 1778 först sekundadjutant och senare premiäradjutant vid regementet hos Henrik af Trolle på Sveaborg och befordrades 1783 till löjtnant. Redan som ung fångades Klick av upplysningsidéerna, främst Charles-Louis de Secondat Montesquieu, Guillaume-Thomas Raynal och Jean-Jacques Rousseau och anslöt sig till oppositionen mot Gustav III. Klick var medarbetare i Pehr af Lunds tidning Tryckfriheten den Wälsignade och blev 1784 medlem av Valhallaorden. Efterhand anslöt han sig till Johan Anders Jägerhorns tankar om ett självständigt Finland.
1787 befordrades han till kapten och tjänstgjorde vid utbrottet av Gustav III:s ryska krig som adjutant hos sin svärfar Carl Gustaf Armfeldt. Det var Klick som delvis i samarbete med Jägerhorn utformade flera av Anjalaförbundets texter som Liikalanoten 8 augusti 1789, Anjala förbundsakt 12 augusti och breven till kungen 21 och 24 augusti samt det bland de svenska trupperna spridda "avertissementet" 25 augusti. Sedan upproret misslyckats flydde Klick till Ryssland tillsammans med Gustaf Wilhelm Ladau. Här svor han trohetsed mot kejsarinnan och följde därefter Göran Magnus Sprengtporten under dennes krigståg mot Savolax. I sin frånvaro dömdes han 13 oktober 1789 förlustig liv, ära och gods. 
Efter kriget planerade Klick att slå sig ned i ryska Finland men kejsarinnan som inte ville stöta sig med Gustav III tillät det inte utan Klick fick bosätta sig i Sankt Petersburg. 1791 anlände hans hustru och barn dit från Sverige. Våren 1792 flyttade Klick till det inre av Ryssland, men fick 1793 tillstånd att bosätta sig i ryska Finland och köpte egendomen Kultila i Nykyrka socken i Karelen. 1799 flyttade han till byn Isjum nära Charkiv och 1800 till Charkiv. 1802 försökte han genom två memorial påverka tillstånden i ryska Finland där han menade att den ryska ekonomiska lagstiftningen åstadkommit stor skada, men deltog annars inte i det offentliga livet.
I samband med utbrottet av Finska kriget började han dock planera för det ryska erövrandet av Finland och agitera för att göra Finland till en rysk provins. Han brevväxlande även med flera bekanta i Sveaborg och bidrog troligen indirekt till fästningens kapitulation. I maj 1808 fick han erbjudande av Nikolaj Rumjantsev att biträda Michail Barclay de Tolly som finsk- och svenskspråkig konsult under hans tid som generalguvernör men avböjde med hänvisning till dålig hälsa. Han avled kort därefter i nervfeber.
J.R. Danielson-Kalmari skrev 1898 biografin Kaarle Henrik Klick över honom. Även Gabriel Rein författade ett arbete om honom.